# Bertya
Bertya es un género perteneciente a la familia de las euforbiáceas con 39 especies de plantas descritas y de estas, solo 28 aceptadas. Es originaria de Australia.

## Taxonomía
El género fue descrito por Jules Emile Planchon y publicado en London Journal of Botany 4: 472. 1845. La especie tipo no ha sido designada.

## Especies aceptadas
A continuación se brinda un listado de las especies del género Bertya aceptadas hasta noviembre de 2014, ordenadas alfabéticamente. Para cada una se indica el nombre binomial seguido del autor, abreviado según las convenciones y usos.	
1. Bertya brownii S.Moore - New South Wales
2. Bertya calycina Halford & R.J.F.Hend. - S Queensland
3. Bertya cunninghamii Planch. - Queensland, NSW, Victoria
4. Bertya dimerostigma F.Muell. -  Western Australia
5. Bertya ernestiana Halford & R.J.F.Hend. - S Queensland
6. Bertya findlayi F.Muell. - S NSW, N Victoria
7. Bertya glandulosa Grüning - S Queensland
8. Bertya grampiana Halford & R.J.F.Hend. - W Victoria
9. Bertya granitica Halford & R.J.F.Hend. - S Queensland
10. Bertya gummifera Planch. - NSW
11. Bertya ingramii T.A.James - NSW
12. Bertya lapicola Halford & R.J.F.Hend. - Queensland
13. Bertya linearifolia Halford & R.J.F.Hend. - NSW
14. Bertya mollissima Blakely - NSW
15. Bertya oblonga Blakely - NSW
16. Bertya oleifolia Planch. - NSW, Queensland
17. Bertya opponens (F.Muell. ex Benth.) Guymer -  Queensland
18. Bertya pedicellata F.Muell. - Queensland
19. Bertya pinifolia Planch. -  Queensland
20. Bertya polystigma Grüning - NE Queensland
21. Bertya pomaderrioides F.Muell. - NSW
22. Bertya recurvata Halford & R.J.F.Hend. - S Queensland
23. Bertya riparia Halford & R.J.F.Hend. - NSW
24. Bertya rosmarinifolia Planch. - NSW, S Queensland
25. Bertya rotundifolia F.Muell. - Kangaroo Island
26. Bertya sharpeana Guymer - Queensland
27. Bertya tasmanica (Sond. & F.Muell.) Müll.Arg. - NSW, Tasmania, Australia
28. Bertya virgata (Ewart) Halford & R.J.F.Hend. - S Western Australia